# Bull Run (Les Tuniques bleues)
Pour les articles homonymes, voir Bull Run.
Bull Run est la vingt-septième histoire de la série Les Tuniques bleues de Lambil et Raoul Cauvin. Elle est publiée pour la première fois du no 2558 au no 2562 du journal Spirou, puis en album en 1987. 

## Résumé
Le sergent Chesterfield, le caporal Blutch et le reste de l'armée du général Alexander sont au repos, entre deux batailles. Une nouvelle recrue demande à Blutch si celui-ci a participé à la première bataille de Bull Run. Tous les hommes dardent alors sur le soldat un regard très antipathique. Blutch l'emmène alors à l'écart et entreprend de lui raconter cette bataille meurtrière mais aussi à la limite du ridicule.
Cette bataille voit l'affrontement des nordistes et des sudistes, séparés par la rivière de Bull Run. Un pont passe au-dessus de cette rivière. Le caporal Blutch, fidèle à lui-même, trouve un travail de serveur sur le site des nordistes pour échapper à la bataille. 
Cela tourne au ridicule car les civils souhaitent assister à cette bataille. Ils sont donc spectateurs mais par la suite, ils vont suivre l'armée nordiste pour attaquer les Confédérés. Ayant constaté l'arrivée de renforts sudistes, ces civils font demi-tour dans la précipitation. Mais le caporal Blutch ne voit pas revenir son ami Chesterfield et part à sa recherche dans les décombres. Il le retrouve et cherchent ensemble une solution à cette défaite. Blutch réussit à passer dans le camp des Confédérés pour prendre le matériel qui peut être utile à faire exploser le pont qui le sépare de l'ennemi. Quand les sudistes repartent pour attaquer encore une fois, le pont explose. Ils ne peuvent plus attaquer donc décident de faire demi-tour.

## Personnages
- Sergent Chesterfield
- Caporal Blutch

## Histoire réelle
Il s'agit d'une vision d'artiste de la première bataille de Bull Run. Cette bataille eut réellement lieu le 21 juillet 1861.

## Historique

### Analyse historique
Raoul Cauvin s'est inspiré de la vraie bataille de Bull Run pour écrire sa vingt-septième bande dessinée intitulée "Bull Run" . La bataille de Bull Run, une des plus importantes de la guerre de Sécession, est traitée avec assez de réalisme et d'humour par Cauvin. Au sujet des civils ayant participé à la bataille, leur nombre est exagéré mais quelques civils du côté nord s'étaient bien installés en croyant qu'ils allaient gagner. De même Cauvin nous informe qu'il s'agit de la bataille la plus sanglante que les sudistes aient infligés aux nordistes. En effet, les Confédérés avaient reçu beaucoup plus de renforts. Aussi, Dans la BD c'est bien représenté ainsi que la couleur des uniformes, les unionistes en bleu et les confédérés en gris. Il parle également de McDowell, le dirigeant des nordistes et de Beauregard, celui des sudistes.